# チャイナ・フリー
チャイナ･フリー (China Free) とは「〜を使用していない」という意味のFreeと、「中国産」を意味するChinaを組み合わせた造語で、中国産の原材料を使用していないことを意味する。

## 概要
俗に言う『チャイナリスク』の1要素として、中国製品の安全性問題、中国産食品の安全性が世界的に大きな問題となり注目される中で、2007年7月にアメリカ合衆国内で使われ始めた。2007年にはジャーナリストのサラ・ボンジョルニの著書「チャイナフリー：中国製品なしの1年間」が出版された。
それに関連し、米国の健康食品会社が、中国産食品や製品に対する不信感の高まりに対処し、中国産食品や原材料を一切使っていないという事をアピールするため、自社製品に「CHINA FREE」と記したシールを貼るようになったのが始まりである。その後、主に食品業界などで推進され、広告や販売促進キャンペーンなどにも使われている。この背景には近年盛んに報道される「中国産食品の不祥事」および「中国の人権問題」「中国の覇権主義」などの要因による中国産への根強い不信感があり、この表示をすることにより安全性と中国への抗議を印象付ける効果を売り手側は期待している。

## 問題点
この表示により「中国産＝危険物」などネガティブなイメージを植えつける、もしくは助長する可能性がある。この問題に対し、Food for Health International社のフランク・デービス社長は、「報道に対する対処である」と発言している。